# Joseph Morgan
Joseph Morgan (nacido Joseph Martin; Londres, Reino Unido, 16 de mayo de 1981) es un actor británico. Es mayormente reconocido por interpretar al personaje de Niklaus «Klaus» Mikaelson en la serie de televisión The Vampire Diaries y en su serie derivada, The Originals. Además de ello, también ha aparecido en series y películas como Hex, Casualty, Master and Commander: The Far Side of the World (2003) y Alejandro Magno (2004).

## Biografía y carrera como actor

### 1981-2010: primeros años e inicios como actor
Joseph Morgan nació el 16 de mayo de 1981 en la ciudad de Londres, capital de Inglaterra, Reino Unido, bajo el nombre de Joseph Martin. Sin embargo, su familia se mudó rápidamente a Swansea, Gales, donde Morgan creció y comenzó sus estudios en la Morriston Comprehensive School, además de eventualmente tomar cursos de actuación en el Gorseinon College. A finales de su adolescencia, regresó a Londres para continuar su formación como actor en la Central School of Speech and Drama. En 2002, audicionó para el papel de Tom Riddle en la película Harry Potter y la cámara secreta, pero no resultó elegido, y un año más tarde, debutó en el cine apareciendo en los filmes Eroica, Henry VIII y Master and Commander: The Far Side of the World. En los años siguiente, continuó desarrollando papeles recurrentes en numerosas series y películas, especialmente de BBC; grabó cinco episodios para Hex, interpretó a Filotas en Alejandro Magno (2004) y al Príncipe William en Mansfield Park (2007).

### 2011-2018:The Vampire DiariesyThe Originals
En 2011, Morgan obtuvo su primer gran papel en televisión como Klaus Mikaelson, antagonista de la segunda temporada de The Vampire Diaries. El personaje tomó relevancia dentro de la historia, y pasó a formar parte del elenco principal para la tercera y cuarta temporada. Debido a la buena recepción por parte del público y la crítica, The CW realizó una serie derivada llamada The Originals, basada principalmente en la familia Mikaelson, con Klaus como principal protagonista. Su actuación en ambas series le han valido numerosas nominaciones a los Teen Choice Awards, así como una victoria en los People's Choice Awards. Además de actuar, tras su debut en The Vampire Diaries, Morgan comenzó a dirigir, realizando el cortometraje Revelation, protagonizado por Persia White, e igualmente, encargándose del episodio «Behind the Black Horizon», décimo séptimo de la tercera temporada de The Originals.
A mediados de julio de 2020, Morgan afirmó que no aparecería en Legacies, la serie derivada The Vampire Diaries y The Originals, diciendo «No, nunca lo vas a ver. ¿Sabes por qué? Tengo la caja de The Originals en mi estantería, y es algo hermoso porque son cinco conjuntos de DVD que son una historia completa de principio a fin de este tipo [Klaus]. Para mí, ese viaje, esa historia ha terminado. Como si volviera para que podamos ver algo más de él, pero cuando lo vemos decimos: «Ugh, ¿eso fue todo?» Y no quiero que su legado sea «Ugh». No sé cuál podría ser la escena que sería lo suficientemente emocionante y épica después del viaje que ha tenido».

## Filantropía y vida personal
Desde mediados de 2010, Morgan es miembro activo de la fundación Positive Women, esfuerzo caritativo que busca mejorar la vida de las mujeres y niños con VIH/sida positivo en Reino Unido y Suazilandia.  Por otra parte, en 2011 comenzó una relación amorosa con la actriz Persia White, compañera de elenco de The Vampire Diaries. Ambos se comprometieron el 15 de mayo de 2014 y se casaron el 5 de julio del mismo año en Ocho Ríos (Jamaica). Morgan se convirtió en padrastro de la hija de White de una relación anterior.

## Filmografía

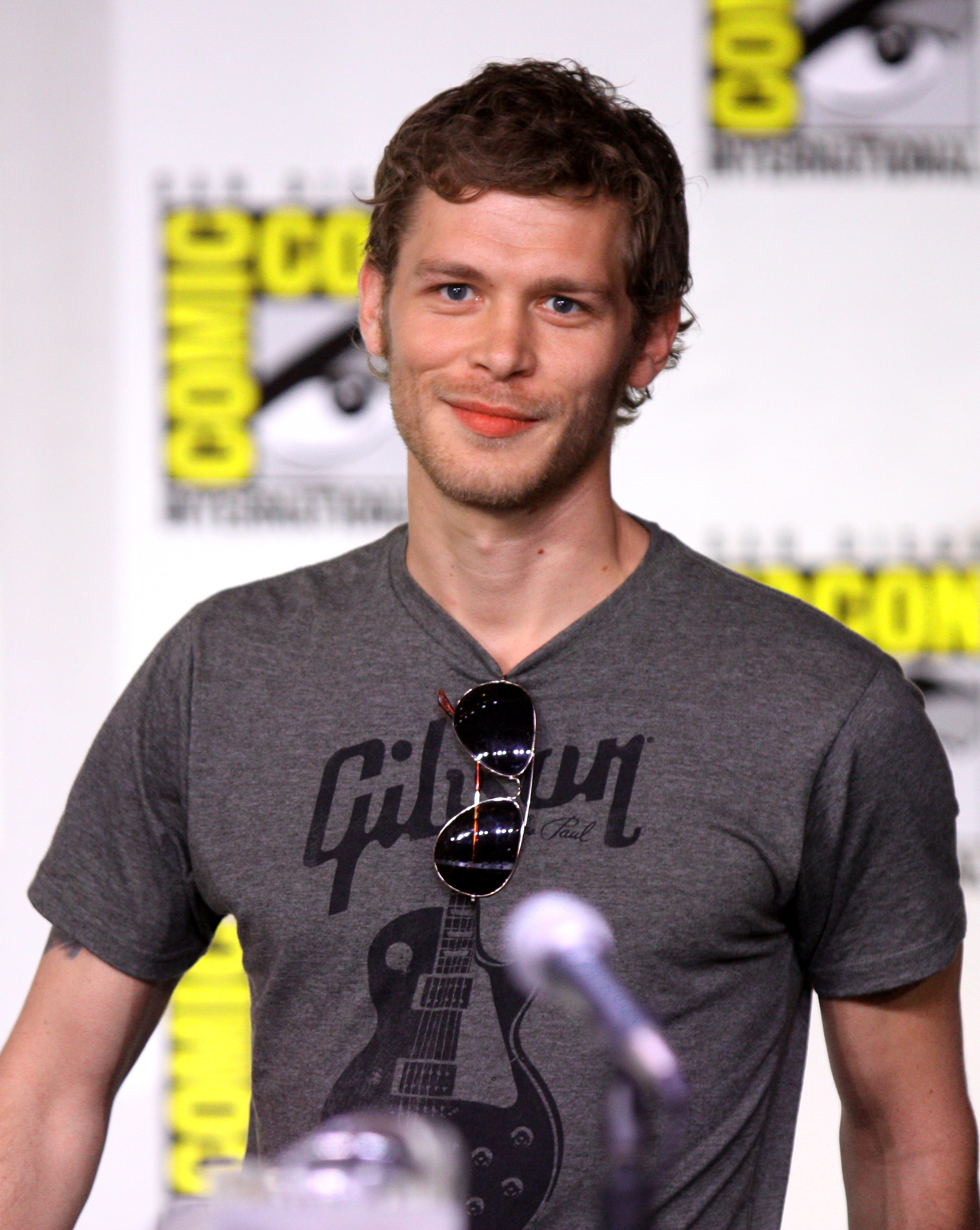
Joseph Morgan en la Comic-Con de San Diego en 2011.

| Año  | Título                                          | Rol              | Notas                                       |
| ---- | ----------------------------------------------- | ---------------- | ------------------------------------------- |
| 2003 | Eroica                                          | Matthias         | Especial de BBC                             |
| 2003 | Henry VIII                                      | Thomas Culpepper |                                             |
| 2003 | Master and Commander: The Far Side of the World | William Warley   |                                             |
| 2004 | Alejandro Magno                                 | Filotas          |                                             |
| 2006 | Kenneth Williams: Fantabulosa!                  | Alfie            |                                             |
| 2007 | Mansfield Park                                  | Príncipe William | Telefilme                                   |
| 2011 | Angels Crest                                    | Rusty            |                                             |
| 2011 | Immortals                                       | Lisandro         |                                             |
| 2011 | With These Hands                                | George           | Cortometraje, también productor y guionista |
| 2012 | The Grind                                       | Paul             |                                             |
| 2013 | Open Grave                                      | Nathan           |                                             |
| 2014 | Armistice                                       | A.J. Budd        |                                             |
| 2014 | 500 Miles North                                 | James Hogg       |                                             |
| 2015 | Desiree                                         | Eric Ashworth    |                                             |
| 2017 | Carousel                                        | Kit              | Cortometraje                                |

| Año       | Título              | Rol                             | Notas                                                                               |
| --------- | ------------------- | ------------------------------- | ----------------------------------------------------------------------------------- |
| 2004      | Hex                 | Troy                            | 5 episodios                                                                         |
| 2005      | William and Mary    | Callum                          | 3 episodios                                                                         |
| 2006      | The Line of Beauty  | Jasper                          | Episodio: «To Whom Do You Beautifully Belong»                                       |
| 2007      | Silent Witness      | Matthew Williams                | 2 episodios                                                                         |
| 2007      | Doc Martin          | Mick Mabley                     | 5 episodios                                                                         |
| 2008      | Spooks: Code 9      | Reverendo Parr                  | Temporada 1, episodio 4                                                             |
| 2008—09   | Casualty            | Tony Reece                      | 8 episodios                                                                         |
| 2010      | Ben Hur             | Judah Ben-Hur                   | 2 episodios                                                                         |
| 2011—2016 | The Vampire Diaries | Niklaus «Klaus» Mikaelson       | Recurrente (temporada 2) Elenco principal (temporada 3-4) Invitado (temporada 5, 7) |
| 2013—2018 | The Originals       | Niklaus «Klaus» Mikaelson       | Protagonista, serie de TV The CW                                                    |
| 2019      | Animal Kingdom      | Jed                             | Recurrente (temporada 4)                                                            |
| 2020      | Brave New World     | CJack60/Elliot                  | Elenco principal                                                                    |
| 2022      | Legacies            | Niklaus Mikaelson               | Invitado 1 episodio (temporada 4), serie de TV The CW                               |
| 2022      | Halo                | James Ackerson                  | Invitado 1 episodio, serie de TV Paramount+                                         |
| 2022—2023 | Titanes             | Sebastian Sanger/Hermano Sangre | Elenco recurrente 11 episodios, serie de TV Netflix                                 |

## Premios y nominaciones
| Año  | Premiación             | Nominado por        | Categoría                                             | Resultado | Ref.          |
| ---- | ---------------------- | ------------------- | ----------------------------------------------------- | --------- | ------------- |
| 2011 | Teen Choice Awards     | The Vampire Diaries | Mejor villano de televisión                           | Nominado  | [ 13 ]        |
| 2012 | Teen Choice Awards     | The Vampire Diaries | Mejor villano de televisión                           | Nominado  | [ 14 ]        |
| 2012 | TV Guide Awards        | The Vampire Diaries | Mejor villano de televisión                           | Nominado  | [ 6 ]         |
| 2013 | Teen Choice Awards     | The Vampire Diaries | Mejor villano de televisión                           | Nominado  | [ 15 ]        |
| 2013 | TV Guide Awards        | The Vampire Diaries | Mejor villano de televisión                           | Ganador   | [ 6 ]         |
| 2014 | People's Choice Awards | The Originals       | Mejor actor en una serie nueva                        | Ganador   | [ 16 ]        |
| 2014 | Teen Choice Awards     | The Originals       | Mejor actor de televisión de ciencia ficción/fantasía | Nominado  | [ 17 ]        |
| 2014 | TV Guide Awards        | The Originals       | Mejor actor de televisión de ciencia ficción/fantasía | Nominado  | [ 6 ]         |
| 2015 | Teen Choice Awards     | The Originals       | Mejor actor de televisión de ciencia ficción/fantasía | Nominado  | [ 18 ]        |
| 2016 | Teen Choice Awards     | The Originals       | Mejor actor de televisión de ciencia ficción/fantasía | Nominado  | [ 19 ] [ 20 ] |
| 2016 | Teen Choice Awards     | The Originals       | Mejor beso (compartido con Leah Pipes)                | Nominado  | [ 19 ] [ 20 ] |
| 2017 | Teen Choice Awards     | The Originals       | Mejor actor de televisión de ciencia ficción/fantasía | Nominado  | [ 21 ]        |
| 2018 | Teen Choice Awards     | The Originals       | Mejor actor de televisión de ciencia ficción/fantasía | Nominado  | [ 22 ]        |